# Bournemouth, Christchurch and Poole
Bournemouth, Christchurch and Poole (littéralement, « Bournemouth-Christchurch-et-Poole ») est un territoire relevant d’une autorité locale unique situé à cheval sur le comté cérémoniel du Dorset, en Angleterre. Le chef-lieu est Bournemouth.
La subdivision a été créée le 1er avril 2019 par la fusion des zones qui étaient auparavant administrées par les autorités unitaires de Bournemouth et Poole, et du district non métropolitain de Christchurch.  L'autorité couvre une grande partie de la zone de l'agglomération du sud du Dorset.